# نهائي كأس آسيا 2023
نهائي كأس آسيا 2023 (بالإنجليزية: 2023 AFC Asian Cup final)‏ هي مباراة كرة القدم الختامية لتحديد المنتخب الوطني الفائز في بطولة كأس آسيا 2023، من النسخة الثامنة عشرة من بطولات كأس آسيا والتي تقام كل أربع سنوات وتتنافس عليها المنتخبات الوطنية للرجال من الاتحادات الأعضاء في الاتحاد الآسيوي لكرة القدم منذ أول بطولة ينظمها الاتحاد الآسيوي لكرة القدم عام 1956، اختتمت منافسات كأس آسيا 2023 بإقامة المباراة النهائية بين منتخب الأردن ومنتخب قطر يوم السبت 10 فبراير 2024 على ملعب لوسيل، في مدينة لوسيل في قطر، توج المنتخب القطري في بطولة كأس آسيا 2023 بفوزه على منتخب الأردن بنتيجة 3-1 وللمرة الثانية على التوالي. تحدد طرفي نهائي كأس آسيا بعدما بلغ منتخب قطر حاملة اللقب والبلد المضيف، نهائي كأس آسيا لكرة القدم بعد فوزه في مباراة نصف النهائي على المنتخب الإيراني، في المقابل يظهر منتخب الأردن في المباراة النهائية للمرة الأولى في تاريخه، ويطمح للظفر باللقب القاري الأول له لهذه النسخة، ويضرب المنتخبين موعداً جديداً مع نهائي عربي آخر، شهدت نهائيات بطولة كأس آسيا مواجهات عربية في مناسبتين كانت أولها في نسخة كأس آسيا 1996 التي أقيمت في الإمارات، وتوج باللقب المنتخب السعودي بعد الفوز على المنتخب الإماراتي بركلات الترجيح، فيما كان النهائي العربي الثاني في نهائي نسخة كأس آسيا 2007، التي أقيمت في إندونيسيا وحقق اللقب المنتخب العراقي على حساب المنتخب السعودي.

## الفريقين
المنتخبات المتأهلة إلى دور خروج المغلوب من بطولة كأس آسيا 2023 وواصلت طريقها إلى النهائي.
| الفريق | الظهور في نهائيات كأس آسيا السابقة (الخط الغليظ للأرقام يشير لسنة التتويج باللقب) |
| ------ | --------------------------------------------------------------------------------- |
| الأردن | لم يسبق له الظهور في النهائيات الآسيوية                                           |
| قطر    | 1 (2019)                                                                          |

## خلفية
هذه هي المواجهة الأولى بين منتخبي الأردن وقطر في كأس آسيا، أخر مباراة جمعت المنتخبين كانت ودية استعدادًا لانطلاق البطولة، وانتهت لصالح النشامى 2–1. يحتل المنتخب الأردني الرتبة 87 عالميًا (الثالث عشر آسيويًا) في تصنيف فيفا العالمي الأخير لشهر ديسمبر 2023، بينما يقع منتخب قطر في المركز 58 عالميًا (السادس آسيويًا).

## الملعب
تم الاعلان في 24 أغسطس 2023 عن استضافة استاد لوسيل المباراتين الافتتاحية والنهائية لكأس آسيا 2023. وافتتح حامل اللقب المنتخب القطري منافسات البطولة بمواجهة نظيره اللبناني يوم 12 يناير 2024. استضافت دولة قطر البطولة يعتبر رقم قياسي للمرة الثالثة بعد استضافة البطولة عامي 1988 و2011.

## الطريق إلى النهائي

### منتخب الأردن
حقق المنتخب الأردني المفاجئة بتغلبه على منتخب كوريا الجنوبية يوم الثلاثاء 06 فبراير 2024 في الدور نصف النهائي من كأس أمم آسيا 2024 بنتيجة 2-0 على ستاد أحمد بن علي في الريان، ليتأهل بذلك إلى نهائي البطولة لأول مرة في تاريخه، بعد أن فرض منتخب الأردني أفضليته في الشوط الأول، نجح في افتتاح التسجيل في الشوط الثاني عن طريق يزن النعيمات ويعزز تفوقه بهدف ثاني عن طريق موسى التعمري ويضمن الفوز لصالح المنتخب الأردني. صعد المنتخب الأردني من دور المجموعات، عندما حل ضمن أربعة منتخبات حققت أفضل مركز ثالث، محققاً أربع نقاط في المجموعة الخامسة، بعد الفوز على ماليزيا بأربعة أهداف دون رد، ثم تعادل مع كوريا الجنوبية بهدفين لمثلهما، قبل أن يخسر أمام منتخب البحرين في الجولة الثالثة بهدف نظيف. في دور خروج المغلوب بلغ المنتخب الأردني لكرة القدم، الدور ربع النهائي من كأس آسيا قطر 2023، بعدما تجاوز نظيره العراقي بثلاثة أهداف مقابل هدفين، في اللقاء الذي شهد إثارة كبيرة خصوصاً في الوقت بدل الضائع، عندما قلب المنتخب الأردني تأخره إلى فوز في الوقت بدل الضائع. بتجاوز منتخب طاجيكستان بهدف من دون رد، على استاد أحمد بن علي ضمن الدور ربع النهائي من البطولة القارية بلغ المنتخب الأردني نصف نهائي كأس آسيا 2023 لكرة القدم، للمرة الأولى في تاريخه، قبل هذا الوصول كان بلوغ دور الثمانية لكأس آسيا هو الإنجاز الأفضل للمنتخب الأردني مشاركته الأولى بالمسابقة في بطولة كأس آسيا 2004، وكرره في بطولة كأس آسيا 2011.

### منتخب قطر
تصدر المنتخب القطري ترتيب المجموعة الأولى برصيد 9 نقاط كاملة من ثلاث مباريات، مقابل 4 نقاط لطاجيكستان، ونقطتين للصين، ونقطة للبنان واستهل الفريق مشوار المنافسة بتحقيق الفوز على لبنان 3-0، ثم فاز على طاجيكستان 1-0 وعلى الصين 1-0، وفاز في دور 16 على فلسطين 2-1، ثم فاز في ربع النهائي على أوزبكستان بفارق ركلات الترجيح 3-2 بعد التعادل 1-1، من بين ثماني منتخبات حاملة اللقب سابقاً ضمن أحد المنتخبين الإيراني أوالقطري الوصول للنهائي البطولة لمواجهة المنتخب الأردني سعياً في تحقيق لقب قاري جديد. بهذا الوصول أصبح منتخب قطر تاسع منتخب يصل إلى نصف نهائي كأس آسيا في نسختين متتالية، بعدما كان سجل ظهوره الأول على الإطلاق في هذه المرحلة بالنسخة الماضية عام 2019 في الإمارات العربية المتحدة. مع نجاح منتخب قطر في تحقيق الفوز على منتخب إيران بنتيجة 3-2 في ثاني مباريات الدور قبل النهائي، يسعى للفوز بالبطولة للمرة الثانية في تاريخه، بعدما كان حقق اللقب الأول عام 2019 ويطمح في أن يصبح ثاني منتخب يتوج بلقب البطولة مرتين على التوالي بعد منتخب اليابان الذي حققها عامي 2000 و2004.
| م | الفريق         | لعب | نقاط |
| - | -------------- | --- | ---- |
| 1 | البحرين        | 3   | 6    |
| 2 | كوريا الجنوبية | 3   | 5    |
| 3 | الأردن         | 3   | 4    |
| 4 | ماليزيا        | 3   | 1    |

| م | الفريق    | لعب | نقاط |
| - | --------- | --- | ---- |
| 1 | قطر (H)   | 3   | 9    |
| 2 | طاجيكستان | 3   | 4    |
| 3 | الصين     | 3   | 2    |
| 4 | لبنان     | 3   | 1    |

## المباراة

### الملخص
بدأت المباراة ببداية قوية للاعبي منتخب قطر، ثم تم إفتتاح التسجيل من ضربة جزاء سجلها أكرم عفيف في الدقيقة 22، في شباك منتخب الأردن، وبعد ذلك ، وبسبب ضغط منتخب الاردن سجل هدف التعادل في الدقيقة 67 عن طريق يزن النعيمات. ثم عاد أكرم عفيف ليسجل الثاني لصالح قطر في الدقيقة 73 من ضربة جزاء. سقط عفيف داخل منطقة الجزاء في الوقت المحتسب بدل الضائع إثر عرقلة من الحارس يزيد أبو ليلى ليكمل الثلاثية ويسجل الهدف الثالث له ولقطر في الدقيقة الخامسة من الوقت المحتسب بدل الضائع.

### تفاصيل المباراة
| الأردن       | 1–3   | قطر                                          |
| ------------ | ----- | -------------------------------------------- |
| النعيمات 67' | تقرير | عفيف 22' (ركلة.)، 73' (ركلة.)، 90+5' (ركلة.) |

| الأردن | قطر |

| GK           | 1  | يزيد أبو ليلى     | 90+4' |       |
| CB           | 3  | عبد الله نصيب     |       |       |
| CB           | 5  | يزن العرب         |       |       |
| CB           | 17 | سالم العجالين     | 45+7' |       |
| RM           | 23 | إحسان حداد        |       |       |
| CM           | 21 | نزار الرشدان      |       |       |
| CM           | 8  | نور الروابدة      |       |       |
| LM           | 13 | محمود المرضي      | 80'   |       |
| RF           | 10 | موسى التعمري      |       |       |
| CF           | 11 | يزن النعيمات      | 86'   |       |
| LF           | 9  | علي علوان         | 18'   | 90+5' |
| البدلاء:     |    |                   |       |       |
| GK           | 12 | عبد الله الفاخوري |       |       |
| GK           | 22 | أحمد الجويدي      |       |       |
| DF           | 2  | محمد أبو حشيش     |       |       |
| DF           | 4  | براء مرعي         |       |       |
| DF           | 19 | أنس بني ياسين     |       |       |
| RB           | 16 | فراس شلباية       |       |       |
| MF           | 14 | رجائي عايد        |       |       |
| MF           | 18 | صالح راتب         | 80'   |       |
| MF           | 15 | إبراهيم سعادة     |       |       |
| MF           | 24 | يوسف أبو جلبوش    |       |       |
| MF           | 25 | أنس العوضات       | 90+5' |       |
| MF           | 26 | فادي عوض          |       |       |
| المدرب:      |    |                   |       |       |
| الحسين عموتة |    |                   |       |       |

| GK            | 22 | مشعل برشم        | 90+16' |       |
| RB            | 5  | طارق سلمان       |        |       |
| CB            | 3  | المهدي علي مختار | 81'    |       |
| CB            | 12 | لوكاس مينديز     |        |       |
| LB            | 4  | محمد وعد         |        |       |
| MF            | 24 | جاسم جابر        | 53'    |       |
| CM            | 20 | أحمد فتحي        |        |       |
| RW            | 9  | يوسف عبد الرزاق  | 63'    |       |
| AM            | 10 | حسن الهيدوس      | 53'    |       |
| LW            | 11 | أكرم عفيف        |        |       |
| CF            | 19 | المعز علي        |        |       |
| البدلاء:      |    |                  |        |       |
| GK            | 1  | سعد الشيب        |        |       |
| GK            | 21 | صلاح زكريا       |        |       |
| DF            | 16 | بوعلام خوخي      | 81'    |       |
| DF            | 15 | بسام الراوي      |        |       |
| DF            | 2  | بيدرو ميغيل      |        |       |
| DF            | 18 | سلطان البريك     |        |       |
| MF            | 6  | عبد العزيز حاتم  | 53'    |       |
| MF            | 8  | علي أسد الله     | 53'    | 90+9' |
| MF            | 23 | مصطفى مشعل       |        |       |
| FW            | 17 | إسماعيل محمد     | 63'    |       |
| FW            | 7  | أحمد علاء الدين  |        |       |
| FW            | 25 | أحمد الجانحي     |        |       |
| المدرب:       |    |                  |        |       |
| تانتين ماركيز |    |                  |        |       |

| - رجل المباراة: - الحكام المساعدين: تشو فاي (الصين)، تشانغ تشنغ (الصين) - الحكم الرابع: إيلغز تانتشيف (أوزبكستان) - حكم مساعد احتياطي: أندري تسابينكو (أوزبكستان) - حكم تقنية الفيديو: فو مينغ (الصين) - مساعد حكم تقنية الفيديو: جومبي إيدا (اليابان) | قواعد المباراة - مدة المباراة 90 دقيقة مقسمة إلى شوطين مدة كل شوط 45 دقيقة. - تلعب أشواط إضافية من 30 دقيقة مقسومة إلى شوطين مدة كل شوط 15 دقيقة. - تطبق قاعدة ركلات الجزاء الترجيحية في حال استمرار التعادل في الأشواط الإضافية. - تواجد اثنى عشر لاعب في قائمة البدلاء ، يمكن إجراء خمسة تبديلات بحد أقصى ، مع السماح بتبديل سادس في الوقت الإضافي. |

## بعد المباراة
بعد تتويجه باللقب، عادل المنتخب القطري عدد تتويجات منتخب كوريا الجنوبية في البطولة، بلقبين لكل منهما، كما حافظوا على سجلهم المثالي خاليًا من الهزيمة للنسخة الثانية على التوالي. وأصبح المنتخب القطري أول منتخب ينجح في الحفاظ على لقبه، منذ اليابان (2000 و2004)، والخامس في تاريخ المسابقة الذي يفعل ذلك، بعد كل من: كوريا الجنوبية (1956، 1960)، إيران (1968، 1972، 1976)، السعودية (1984، 1988) واليابان (2000، 2004). 
في مدينة عمّان وبعد يومين من النهائي، تم استقبال منتخب الاردن من آلاف المشجعين في المطار ونقلهم إلى في مسار محدد في عمّان عبر حافلة خاصة وصولا إلى مدينة الحسين الرياضية، ثم أقيم في ملعب عمان الدولي حفل استقبال وتكريم للمنتخب الوطني لكرة القدم بعد الإنجاز التاريخي ببلوغه نهائي كأس آسيا للمرة الأولى، بحضور آلاف المشجعين، وعدد من كبار المسؤولين في الأردن بحضور الامير علي بن الحسين.